# Christos Michas
Christos Michas (grekiska: Χρήστος Μίχας), död 25 augusti 2010, var en grekisk fotbollsdomare som blev den första grek att döma en stor europeisk cupfinal, Cupvinnarcupfinalen i fotboll 1973. Michas dömde ett antal högprofilmatcher i Grekland innan han blev uttagen till domare för europeiska turneringar.
Hans insats i Cupvinnarcupfinalen blev mycket kontroversiell på grund av ett flertal tveksamma och matchavgörande domslut i Milans favör och rykten om mutor. Leeds ansökte om att matchen skulle spelas om vilket UEFA avslog. Michas blev senare avslöjad som inblandad i uppgjorda matcher och avstängd på livstid av UEFA.
Den engelske parlamentsledamoten Richard Corbett skickade 2009 en begäran till UEFA att inleda ytterligare en undersökning av ryktena kring matchen, UEFA hörsammade dock inte hans begäran.